# Campionat d'Espanya de trial 1997
La temporada de 1997 del Campionat d'Espanya de trial fou la 30a edició d'aquest campionat, organitzat per la Reial Federació Motociclista Espanyola. El calendari oficial constava de 8 proves puntuables.

## Classificació final
Font:
| Posició | Pilot               | Motocicleta | Punts |
| ------- | ------------------- | ----------- | ----- |
| 1       | Marc Colomer        | Montesa     | 152   |
| 2       | Amós Bilbao         | Gas Gas     | 130   |
| 3       | Jordi Tarrés        | Gas Gas     | 117   |
| 4       | Gabriel Reyes       | Montesa     | 99    |
| 5       | David Cobos         | Gas Gas     | 98    |
| 6       | Marcel Justribó     | Gas Gas     | 81    |
| 7       | Marc Catllà         | Gas Gas     | 72    |
| 8       | Albert Cabestany    | Beta        | 65    |
| 9       | Marc Freixa         | Gas Gas     | 58    |
| 10      | José Manuel Alcaraz | Gas Gas     | 49    |

## Categories inferiors
| Categoria    | Guanyador      | Motocicleta |
| ------------ | -------------- | ----------- |
| Sènior B     | Marc Freixa    | Gas Gas     |
| Sènior C     | Narcís Sánchez | Gas Gas     |
| Veterans A   | Joan Solé      | Montesa     |
| Veterans B   | Carles Casas   | Gas Gas     |
| Júnior       | Adam Raga      | Gas Gas     |
| Cadets       | Jordi Garcia   | Gas Gas     |
| "Autonomías" | Catalunya      | -           |